# روابط ژاپن و بریتانیا
روابط ژاپن و بریتانیا (انگلیسی: Japan–United Kingdom relations) در سال ۱۶۰۰ با ورود ویلیام آدامز به ژاپن آغاز شد. برای مدت طولانی، از سال ۱۶۴۱ تا ۱۸۵۳، هیچ روابط رسمی بین دو کشور وجود نداشت و جمهوری هلند به عنوان واسطه عمل می‌کردند. در سال ۱۸۵۴، آنها معاهده ای را امضا کردند که روابط دیپلماتیک رسمی را آغاز کرد، که از سال ۱۹۰۲ تا ۱۹۲۲ به یک اتحاد رسمی تبدیل شد. با این حال، سرزمین‌های متعلق به بریتانیا می‌خواستند بریتانیا به این اتحاد پایان دهد. روابط در دهه ۱۹۳۰ به دلیل تهاجم ژاپن به منچوری قطع شد. ژاپن در دسامبر ۱۹۴۱ اعلام جنگ کرد و مناطقی مانند هنگ کنگ و مالایا را تصرف کرد که منجر به درگیری خشونت‌آمیز به مدت چهار سال شد. ژاپنی‌ها بسیاری از قوای دریایی بریتانیا را شکست دادند و سنگاپور را تصرف کردند و بسیاری را اسیر کردند. اما انگلیسی‌ها سرانجام ژاپنی‌ها را در نزدیکی هند عقب راندند. روابط از دهه ۱۹۵۰ تا ۱۹۷۰ بهبود یافت و با گذشت زمان، روابط دوستانه شد. در ۳ می ۲۰۱۱، وزیر امور خارجه بریتانیا، ویلیام هیگ گفت ژاپن یکی از نزدیکترین شرکای بریتانیا در آسیا است.
ژاپن، بریتانیا و ایتالیا قصد دارند تا سال ۲۰۲۴ با یکدیگر در ساخت یک جت جنگنده جدید همکاری کنند.